# Tapley Seaton
Pour les articles homonymes, voir Seaton.
Sir Tapley Seaton, né le 28 juillet 1950 et mort le 29 juin 2023, est un homme d'État christophien. Il est gouverneur général de 2015 à 2023.

## Biographie
Vice-gouverneur général de 2013 à 2015, puis gouverneur général par intérim en remplacement de Sir Edmund Lawrence, démissionnaire au 19 mai 2015, il est titularisé à son poste de gouverneur général le 2 septembre 2015.